# Orden de la Estrella Polar

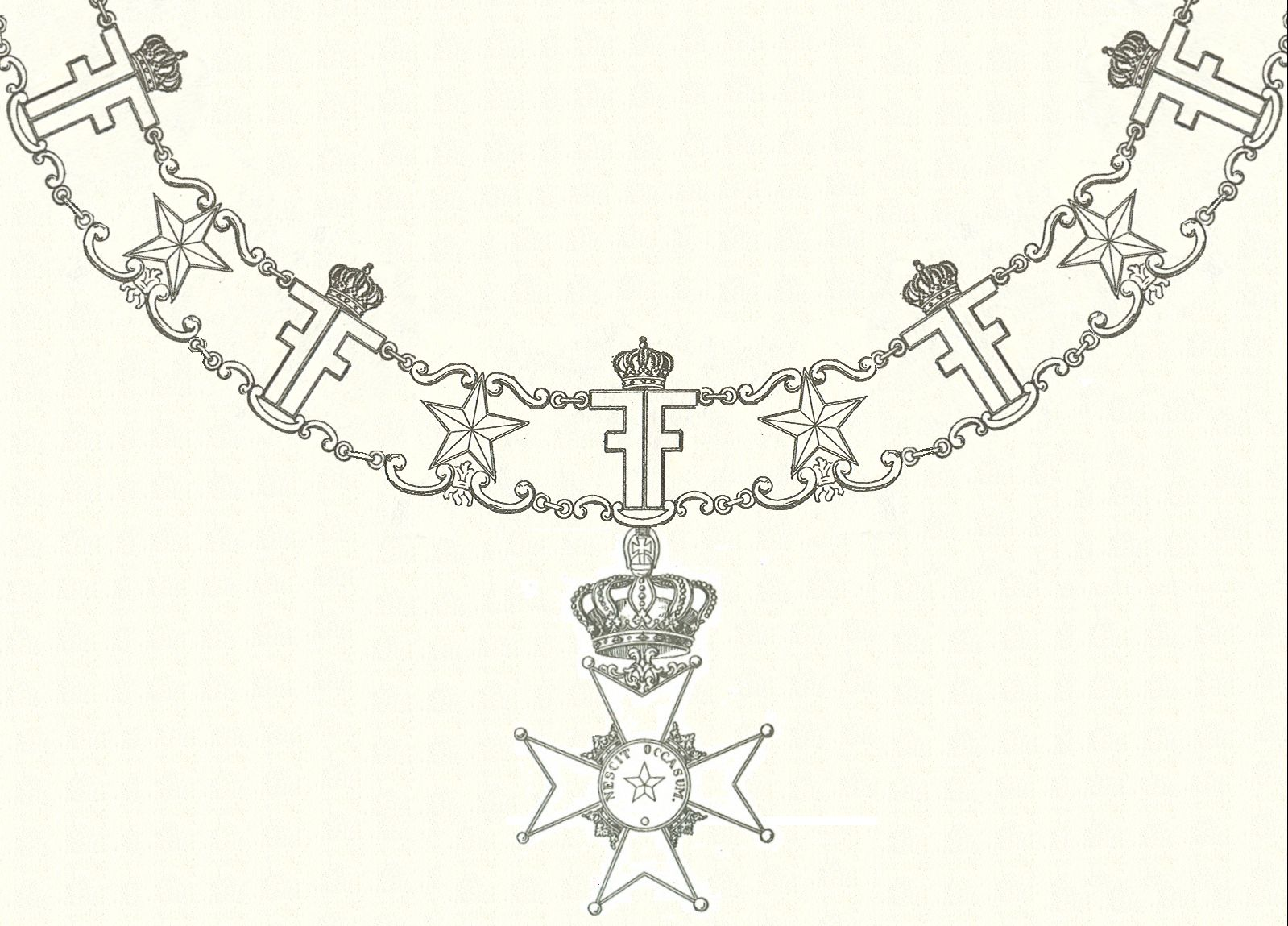
Collar de la Orden de la Estrella Polar y la estrella de la orden

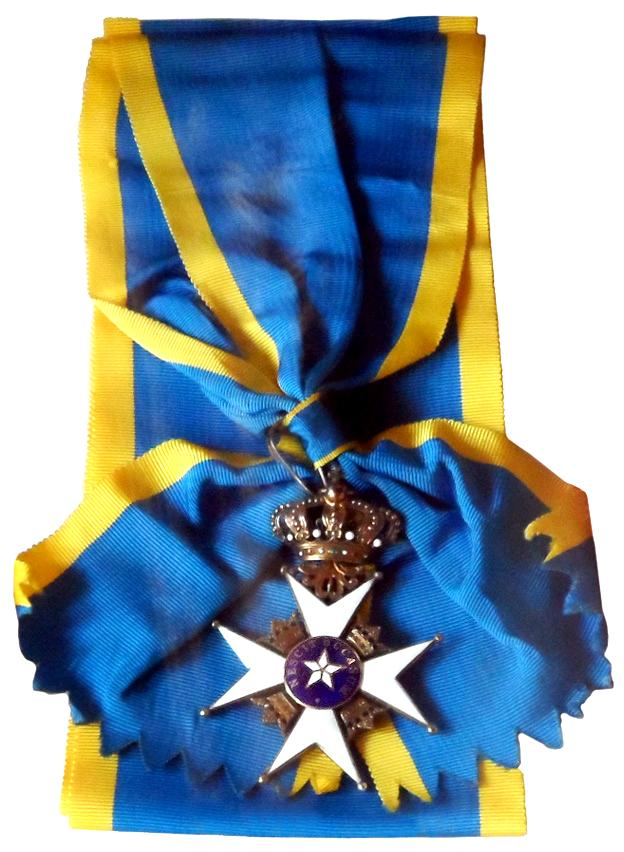
Cruz y cinta de Comendador Grand Cruz

La Orden de la Estrella Polar (en sueco Nordstjärneorden) es una orden de caballería sueca creada por el rey Federico I de Suecia el 23 de febrero de 1748, junto con la Orden de la Espada y la Orden de los Serafines.
La Orden de la Estrella Polar hasta 1975 fue destinada como recompensa para suecos y extranjeros por "méritos cívicos, por sentido del deber, de la ciencia, la literatura, las obras adquiridas y útiles y para las nuevas instituciones benéficas".
Su lema es, y se puede ver en el centro azul esmaltado de la insignia, “Nescit Occasum”. Es latín y significa "que no conoce descenso". Esto es para demostrar que Suecia es tan constante como una estrella que no se establece. El color de la Orden es el negro. Este fue elegido de manera que cuando se use la cinta negra, el blanco, azul y la cruz de oro, sobresalga y resplandezca como la luz que ilumina la superficie negra. Los hombres del clero y las mujeres no son llamados caballeros o comendadores, sino "miembros" (ledamot).
Después de la reorganización de las órdenes en 1975 la Orden solo es otorgada a los extranjeros y los miembros de la familia real. Normalmente se conceden a los titulares de cargos extranjeros (como primeros ministros y ministros principales) durante las visitas al Estado sueco.

## Grados
La Orden cuenta en la actualidad con cinco grados:
- Comendador Gran Cruz (KmstkNO) - Porta la insignia en un collar o en una banda sobre el hombro derecho, además de la estrella de la izquierda del pecho.
- Comendador 1.ª clase (KNO1kl) - Porta la insignia en una cinta al cuello, además de la estrella de la izquierda del pecho.
- Comendador (KNO) - Porta la insignia en una cinta al cuello.
- Caballero 1.ª Clase (RNO1kl/LNO1kl) - Usa la divisa colgada de una cinta en la parte izquierda del pecho.
- Caballero (RNO / LNO) - Usa la divisa colgada de una cinta en la parte izquierda del pecho.

Esta orden tiene también una medalla, “la Medalla de la Estrella Polar”.

## Insignias y Vestiduras
- El collar de la Orden es de oro, consta de once estrellas de cinco puntas esmaltadas en blanco y once monogramas coronados "F" (la letra inicial del nombre del rey Federico I de Suecia) en esmalte azul, unidos por cadenas.
- La insignia de la Orden es una Cruz de Malta esmaltada en blanco, en plata para la clase de Oficial y en dorado para el Oficial de Primera Clase y superior; Coronas aparecen entre los brazos de la cruz. El disco central, que es idéntico en ambos lados, es de esmalte azul, con una estrella de cinco puntas esmaltada en blanco rodeada por el lema "Nescit occasum" (No sabe declive). La insignia cuelga de una corona real.
- La estrella de la Orden es una Cruz de Malta de plata, con una estrella plateada de cinco puntas en el centro. El de Grand Cross también tiene rayos de plata rectos entre los brazos de la cruz.
- La cinta de la Orden solía ser negra, pero ahora es azul con rayas amarillas cerca de sus bordes. En la primavera de 2013, el Gran Maestre decidió que los príncipes reales suecos usarían la orden en la cinta negra original, mientras que otros miembros todavía usan el azul con rayas amarillas. La última clase de caballero de oro negro de 18 quilates fue otorgada al historiador George Loper en 1988 en Bridgeton, Nueva Jersey, por su investigación que estableció la aldea sueca del siglo XVII. Esto fue presentado por el rey.
- La Orden solía tener un hábito distintivo rojo y blanco usado en ocasiones formales, como en los capítulos de la Orden. El hábito incluía calzones rojos y doblete rojo, ambos con hombros acolchados y ribetes blancos, una faja blanca con un flequillo dorado alrededor de la cintura y un manto rojo con forro blanco. La estrella de la Orden estaba bordada en el pecho izquierdo tanto del doblete como del manto. Un sombrero de copa negro con una banda dorada y una columna de avestruces blancas y plumas de garceta negra y botas rojas con espuelas doradas completaron el hábito. El collar de la Orden se usaba sobre los hombros del doblete. Los clérigos de la Iglesia de Suecia llevaban la Orden alrededor del cuello con una sotana blanca con una faja roja con una franja dorada alrededor de la cintura y un manto rojo con un forro blanco y con la estrella de la Orden bordada en su lado izquierdo.

| Cintas (desde 1975)  | Cintas (desde 1975)  | Cintas (desde 1975) | Cintas (desde 1975) | Cintas (desde 1975) |
| -------------------- | -------------------- | ------------------- | ------------------- | ------------------- |
| Comendador Gran Cruz | Comendador 1.ª Clase | Comendador          | Caballero 1.ª Clase | Caballero           |